# Qualificazioni ai Giochi della XVII Olimpiade (UEFA)
Di seguito sono elencati gli incontri con relativo risultato della zona europea (UEFA) per le qualificazioni a Roma 1960.

## Formula
Le 22 squadre partecipanti, dopo un turno preliminare, vennero divise in sette gironi all'italiana da tre squadre ciascuno. La vincente di ogni gruppo si sarebbe qualificata alle Olimpiadi.

## Risultati

### Turno preliminare
|  | Germania Est | 0 – 2 | Germania Ovest |  |

|  | Germania Ovest | 2 – 1 | Germania Est |  |

### Gruppo 1
| Squadra   | P.ti | G | V | N | P | GF | GS | DR |
| --------- | ---- | - | - | - | - | -- | -- | -- |
| Danimarca | 7    | 4 | 3 | 1 | 0 | 11 | 6  | +5 |
| Islanda   | 3    | 4 | 1 | 1 | 2 | 5  | 7  | -2 |
| Norvegia  | 2    | 4 | 1 | 0 | 3 | 5  | 8  | -3 |

|  | Islanda | 2 – 4 | Danimarca |  |

|  | Danimarca | 2 – 1 | Norvegia |  |

|  | Islanda | 1 – 0 | Norvegia |  |

|  | Danimarca | 1 – 1 | Islanda |  |

|  | Norvegia | 2 – 1 | Islanda |  |

|  | Norvegia | 2 – 4 | Danimarca |  |

### Gruppo 2
| Squadra        | P.ti | G | V | N | P | GF | GS | DR  |
| -------------- | ---- | - | - | - | - | -- | -- | --- |
| Polonia        | 8    | 4 | 4 | 0 | 0 | 15 | 4  | +11 |
| Germania Ovest | 2    | 4 | 1 | 0 | 3 | 5  | 10 | -5  |
| Finlandia      | 2    | 4 | 1 | 0 | 3 | 7  | 13 | -6  |

|  | Finlandia | 1 – 3 | Polonia |  |

|  | Polonia | 6 – 2 | Finlandia |  |

|  | Germania Ovest | 2 – 1 | Finlandia |  |

|  | Germania Ovest | 0 – 3 | Polonia |  |

|  | Polonia | 3 – 1 | Germania Ovest |  |

|  | Finlandia | 3 – 2 | Germania Ovest |  |

### Gruppo 3
| Squadra          | P.ti | G | V | N | P | GF | GS | DR |
| ---------------- | ---- | - | - | - | - | -- | -- | -- |
| Bulgaria         | 5    | 4 | 2 | 1 | 1 | 4  | 3  | +1 |
| Unione Sovietica | 4    | 4 | 1 | 2 | 1 | 3  | 2  | +1 |
| Romania          | 3    | 4 | 1 | 1 | 2 | 2  | 4  | -2 |

|  | Unione Sovietica | 1 – 1 | Bulgaria |  |

|  | Unione Sovietica | 2 – 0 | Romania |  |

|  | Romania | 0 – 0 | Unione Sovietica |  |

|  | Bulgaria | 1 – 0 | Unione Sovietica |  |

|  | Romania | 1 – 0 | Bulgaria |  |

|  | Bulgaria | 2 – 1 | Romania |  |

### Gruppo 4
| Squadra    | P.ti | G | V | N | P | GF | GS | DR |
| ---------- | ---- | - | - | - | - | -- | -- | -- |
| Jugoslavia | 5    | 4 | 2 | 1 | 1 | 12 | 4  | +8 |
| Israele    | 5    | 4 | 2 | 1 | 1 | 7  | 6  | +1 |
| Grecia     | 2    | 4 | 1 | 0 | 3 | 3  | 12 | -9 |

|  | Israele | 2 – 2 | Jugoslavia |  |

|  | Jugoslavia | 4 – 0 | Grecia |  |

|  | Israele | 2 – 1 | Grecia |  |

|  | Grecia | 2 – 1 | Israele |  |

|  | Jugoslavia | 1 – 2 | Israele |  |

|  | Grecia | 0 – 5 | Jugoslavia |  |

### Gruppo 5
| Squadra     | P.ti | G | V | N | P | GF | GS | DR |
| ----------- | ---- | - | - | - | - | -- | -- | -- |
| Regno Unito | 7    | 4 | 3 | 1 | 0 | 13 | 6  | +7 |
| Irlanda     | 3    | 4 | 1 | 1 | 2 | 9  | 9  | 0  |
| Paesi Bassi | 2    | 4 | 0 | 2 | 2 | 6  | 13 | -7 |

|  | Paesi Bassi | 0 – 0 | Irlanda |  |

|  | Regno Unito | 3 – 2 | Irlanda |  |

|  | Irlanda | 1 – 3 | Regno Unito |  |

|  | Paesi Bassi | 1 – 5 | Regno Unito |  |

|  | Regno Unito | 2 – 2 | Paesi Bassi |  |

|  | Irlanda | 6 – 3 | Paesi Bassi |  |

### Gruppo 6
| Squadra     | P.ti | G | V | N | P | GF | GS | DR |
| ----------- | ---- | - | - | - | - | -- | -- | -- |
| Francia     | 6    | 4 | 3 | 0 | 1 | 7  | 6  | +1 |
| Lussemburgo | 4    | 4 | 1 | 2 | 1 | 7  | 6  | +1 |
| Svizzera    | 2    | 4 | 0 | 2 | 2 | 3  | 5  | -2 |

|  | Francia | 1 – 0 | Lussemburgo |  |

|  | Svizzera | 1 – 2 | Francia |  |

|  | Lussemburgo | 0 – 0 | Svizzera |  |

|  | Lussemburgo | 5 – 3 | Francia |  |

|  | Svizzera | 2 – 2 | Lussemburgo |  |

|  | Francia | 1 – 0 | Svizzera |  |

### Gruppo 7
| Squadra        | P.ti | G | V | N | P | GF | GS | DR |
| -------------- | ---- | - | - | - | - | -- | -- | -- |
| Ungheria       | 8    | 4 | 4 | 0 | 0 | 10 | 3  | +7 |
| Cecoslovacchia | 3    | 4 | 1 | 1 | 2 | 4  | 5  | -1 |
| Austria        | 1    | 4 | 0 | 1 | 3 | 2  | 8  | -6 |

| Vienna | Austria | 0 – 0 | Cecoslovacchia |  |

|  | Ungheria | 2 – 1 | Austria |  |

|  | Austria | 0 – 4 | Ungheria |  |

|  | Cecoslovacchia | 1 – 2 | Ungheria |  |

|  | Ungheria | 2 – 1 | Cecoslovacchia |  |

|  | Cecoslovacchia | 2 – 1 | Austria |  |